# Iglesia de San Benito (Porcuna)

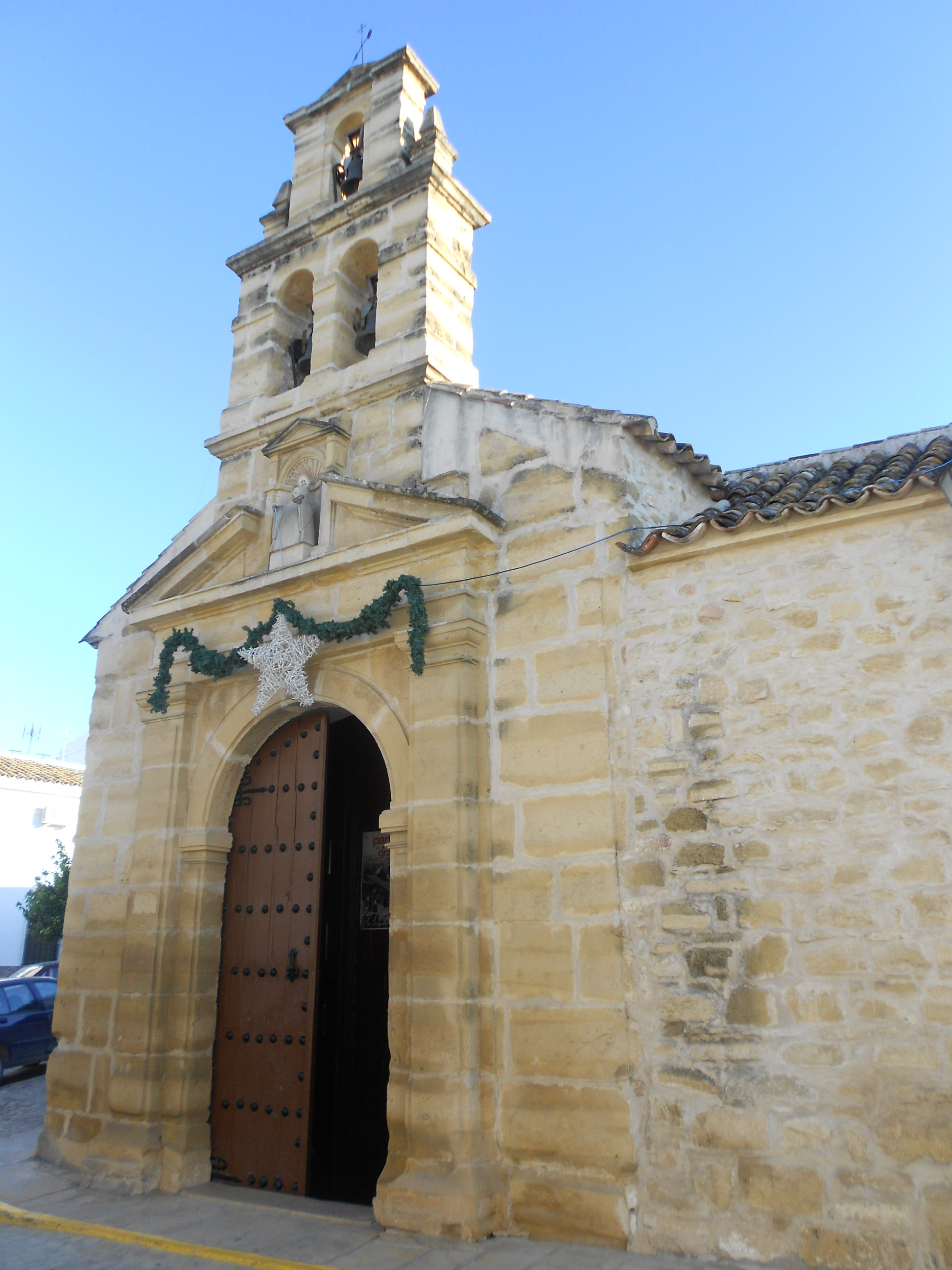
Exterior de la iglesia de San Benito en Porcuna.

La Iglesia de San Benito de Porcuna, en la provincia de Jaén, es un ejemplo notable de la arquitectura gótica de transición con influencias renacentistas, y refleja fielmente el espíritu cisterciense promovido por la Orden de Calatrava. Esta iglesia, que fue en su origen un priorato benedictino, formó parte de las propiedades de la Orden y sirvió como lugar de reunión para los caballeros calatravos.

## Arquitectura y Características
La Iglesia de San Benito en Porcuna presenta una arquitectura de transición entre los estilos gótico y renacentista, construida por la Orden de Calatrava para reflejar la espiritualidad cisterciense en la región. La estructura principal está compuesta por dos naves dispuestas en forma de "L", un diseño poco común que destaca por su carácter monástico y de priorato. La nave principal se caracteriza por una elegante arquería que sostiene una serie de capiteles ornamentados con motivos vegetales y geométricos, propios del estilo cisterciense, característicos de la simplicidad y austeridad que promovía la Orden de Calatrava. Estos detalles decorativos, aunque sencillos, buscan evocar un ideal de belleza espiritual más que material.
El campanario, añadido en el siglo XVIII, destaca como uno de los pocos elementos añadidos posteriores al diseño original. Su cubierta barroca complementa la construcción gótica sin romper la armonía general del conjunto arquitectónico. El contraste entre el campanario y la estructura original refleja las renovaciones y ampliaciones que sufrió la iglesia a lo largo de los siglos, resultado de la adaptación a nuevas funciones y a los cambios en los estilos arquitectónicos.
En el interior de la iglesia se conserva la venerada imagen de San Benito de Nursia, patrón de Porcuna y fundador de la Orden Benedictina. Esta imagen ocupa un lugar destacado en el altar y es objeto de gran devoción por parte de los habitantes de Porcuna. La elección de San Benito como patrón refleja la conexión de la iglesia con la espiritualidad benedictina y cisterciense que caracterizó a la Orden de Calatrava en sus orígenes, alineando los valores de la iglesia con la obediencia, pobreza y humildad propias del monacato medieval.
La arquitectura de la iglesia, especialmente la disposición de las naves y la elección de decoraciones vegetales en los capiteles, está influenciada por los principios cistercienses, que buscaban evitar la ostentación y promover una vida religiosa austera. A lo largo de su historia, la Iglesia de San Benito ha mantenido su función como centro de culto y de actividad religiosa para la comunidad local, siendo testigo de la profunda conexión de Porcuna con la Orden de Calatrava.

## Historia
La Iglesia de San Benito de Porcuna, construida en el siglo XIII durante la consolidación de la Orden de Calatrava en Andalucía, fue uno de los principales centros religiosos y estratégicos de la Orden en la región. A medida que los caballeros calatravos expandían sus dominios tras la Reconquista, la iglesia sirvió tanto como lugar de culto como de encuentro y planificación para las actividades militares y administrativas de la Orden. Su ubicación en Porcuna, una localidad fronteriza con el Reino de Granada, hacía de la iglesia y su entorno un punto clave para la vigilancia y defensa de los territorios cristianos en Jaén.
Durante el siglo XV, en plena expansión de la Orden en tierras andaluzas, la iglesia de San Benito fue utilizada por los caballeros de Calatrava como lugar de reunión y organización de campañas militares contra las incursiones musulmanas del sur. Esta función se mantuvo hasta la conquista definitiva de Granada en 1492, cuando la actividad militar de la Orden en la región fue disminuyendo y la iglesia pasó a desempeñar principalmente un papel religioso y cultural en la comunidad local.
En siglos posteriores, especialmente durante el XVIII, la iglesia experimentó reformas arquitectónicas significativas, que incluyeron la adición del campanario barroco. Estas reformas respondían a la necesidad de adaptarse a los cambios estéticos y a las demandas de la población, y reflejaban la transformación de la iglesia en un símbolo religioso central para los habitantes de Porcuna.
A lo largo de los siglos XIX y XX, la iglesia de San Benito ha sido objeto de varias restauraciones, conservando su relevancia cultural y arquitectónica. En la actualidad, se considera un monumento de gran valor patrimonial en Andalucía y un testimonio de la presencia histórica de la Orden de Calatrava en la región.
Además de su valor histórico y arquitectónico, la iglesia continúa siendo un importante centro de culto, especialmente durante las festividades en honor a San Benito de Nursia, patrón de Porcuna, reflejando el legado espiritual cisterciense y calatravo que caracteriza a este lugar.